# Miloš Lochman (kněz)
Miloš Lochman (17. února 1902, Sokolov nad Ohří – 20. března 1993, Mělník) byl farář Církve československé husitské.

## Život
Narodil se v rodině horního inženýra Antonína Lochmana. Poté, co s vyznamenáním složil maturitní zkoušku na klasickém gymnáziu v Kroměříži (24. června 1921), dal se zapsat na Právnickou fakultu Masarykovy univerzity v Brně. Původně římský katolík, navštěvující v dětství katolické náboženství, začal během dospívání intenzivněji vnímat reformní pohyb uvnitř římskokatolické církve. Touha po duchovní svobodě, české liturgii, prvokřesťanské a husovské čistotě ho přivedla do nově se formující Církve československé husitské. Po třech semestrech ukončil studia na Právnické fakultě a přestoupil na Husovu československou evangelickou fakultu bohosloveckou v Praze. Po ukončení studia byl dne 15. listopadu 1925 ve staroměstském chrámu sv. Mikuláše v Praze prvním biskupem-patriarchou Církve československé husitské Karlem Farským vysvěcen na kněze. V témže roce byl ustanoven duchovním v Mělníku, tam sloužil do roku 1932, kdy byl přeložen do náboženské obce Církve československé husitské Plzeň-západ. Působil tam až do svého zatčení 16. května 1944.
Za 2. světové války byl uvězněn v souvislosti s ilegální činností plzeňského biskupského vikáře Církve československé husitské Aloise Tuháčka, s nímž se pravidelně setkával, navštěvoval ho v jeho bytě a získával od něj zprávy vysílané zahraničním rozhlasem. Vyšetřován byl v Plzni a v Praze na Pankráci. Zvláštní soud v Praze ho za poslech zahraničního rozhlasu odsoudil ke třem rokům káznice. Od počátku srpna 1944 do 20. dubna 1945 byl vězněn v bavorských káznicích v Bernau a Kaisheimu. Zbývající dobu do osvobození prožil v trestnici v Aichachu u Mnichova.
V květnu 1945 se znovu ujal farářské služby v náboženské obci Plzeň-západ. V letech 1948–1950 působil jako zástupce faráře v Praze III a IV. Prohlubující se zdravotní obtíže ho na konci roku 1950 donutily podat žádost o penzionování. Farářův zdravotní stav se zhoršoval zejména kvůli mnoha hodinám výuky náboženství ve školách. Církev však potřebovala obsadit místo pomocného duchovního v Mělníku a Miloš Lochman jej nakonec přijal. Vrátil se tak do náboženské obce, ve které před 25 lety začínal. V duchovní službě vypomáhal do konce roku 1952, kdy si požádal o přiznání invalidního důchodu. V roce 1956 byl reaktivován a jako pomocný duchovní působil opět v Mělníku až do přiznání starobního důchodu v roce 1969.